# Томи Филипс
Томас Нил Филипс (Кенора, 22. мај 1883 — Торонто, 30. новембар 1923) био је канадски професионални хокејаш на леду. Као и други играчи своје ере, Филипс је играо за неколико различитих тимова и лига. Најзначајнији за своје време са Кенором, Филипс је такође играо са хокејашким клубом Монтреал, хокејашким клубом Отава, Торонто Марлборосом и милионерима из Ванкувера. Током своје каријере Филипс је учествовао у шест Стенли куп челенџ ера за Стенли куп, шампионски трофеј у хокеју, победивши два пута: са хокејашким клубом Монтреал 1903 и са Кенором, где је био капитен, у јануару 1907. Након играчке каријере, Филипс је радио у дрвној индустрији до своје смрти 1923. године.
Један од најбољих дефанзивних нападача своје ере, Филипс је такође био познат по свом свеколиком умећу, посебно по снажном шуту и издржљивости, и сматран је, уз Френка Макгија, једним од два најбоља играча у целом хокеју. Његов млађи брат, Расел, такође је играо за Кенору и био је члан екипе када су освајали Стенли куп. Када је Хокејашка кућа славних основана 1945. године, Филипс је био један од првобитних девет примљених.

## Живот и играчка каријера
Филипс је рођен у Кенори, Онтарио, 22. маја 1883. године, најмлађи од троје деце, од Џејмса и Марселин Филипс. Џејмс Филипс, који је рођен у Шкотској, 14. октобра 1822. године, школовао се за клесара и емигрирао у Канаду да би помогао у изградњи железница. Из претходног брака добио је сина и две ћерке. 30. априла 1877. оженио се Марселин (рођена Боураса), родом из Квебека. Њихово прво дете, син Роберт, рођен је 1878. године, а затим ћерка Маргарет 1879. године; обоје рођени у Отави. 1882. године Џејмс је прихватио посао у западном Онтарију као надзорник грађења за трансконтиненталну железничку пругу канадске железнице Тихог океана, а породица се преселила у Кенору, близу границе Онтарија са Манитобом. Овде је четврто дете, Расел, рођено 1888. године. Расел би такође играо хокеј, освојивши Стенли куп са Филипсом 1907.
Као мало дете Филипс је научио да игра хокеј, а од 1895. године придружио се јуниорском клубу Кеноре, тиму играча углавном узраста од 12 до 16 година. Филипс је помогао тиму да освоји првенство средњег нивоа 1895–96 у Манитоби и Северозападном хокејашком савезу. 1899–00 Филипс се придружио сениорском тиму и биће именован за капитена следеће сезоне, када је освојио првенство сениорске лиге. Филипс је одмах зарадио похвалу за издржљивост: у ери када су играчи играли цео меч и често уштедели енергију, Филипс је могао да игра брзим темпом целу утакмицу, уз постхумни новински извештај у коме се наводи да је „могао да игра за читав меч (60 минута) при пуној брзини и на крају будите свежи као и на почетку “. Његова вештина је већ била очигледна у то време, при чему га је локалне новине хвалиле као једног од „најбољих дефанзиваца на западу“. Када се придружио сениорском тиму, Филипс је смештен као централни нападач за 1900-01 сезону, пре него што се у сезони 1901-02 преселио на лево крило где је остао до краја каријере.
Сматран једним од најбољих играча у северозападном Онтарију, Филипс се септембра 1902 преселио на исток у Монтреал да би студирао електротехнику на Универзитету Макгил. Придружио се универзитетском хокејашком тиму, који се управо пребацио у нову канадску универзитетску лигу, и одмах је именован капитеном. Филипс је одиграо само један меч за Макгил, 23. јануара 1903, против Универзитет Квинс ; Макгил је изгубио 7-0. Неколико дана након утакмице хокејашки клуб Монтреал затражио је од Филипса да им се придружи у Стенли куп челенџу за Стенли куп против Винипега. Ово је захтевало одобрење осталих универзитетских клубова, који су се сложили под условом да Филипс оконча своју Макгил каријеру, што је и учинио. Монтреал је победио у серији; Филипс је завршио трећи у тиму са шест голова у четири утакмице. Филипс је такође зарадио похвалу за своју одбрамбену игру, посебно за способност заустављања Тонија Гинграса, једног од најбољих играча у Винипегу.
Касније 1902. Филипс се преселио у Торонто. Придружио се Торонту Марлборосу и важио је за најбољег играча екипе. Марлборос је освојио лигу града Торонта као и сениорско првенство Хокејашке асоцијације Онтарио и осећао се довољно самоуверено са Филипсом у тиму да изазове хокејашки клуб Отава за Стенли куп. Марлборос је изгубио серију; Филипс је имао највише асистенција, мада и највише казнених минута било ког играча у серији, са осам, односно петнаест. Извештачи из Отаве такође су га сматрали убедљиво најбољим играчем Марлбороса, с тим што је један рекао да је „био пребрз човек за тим с којим путује“.

## Живот после повлачења из хокеја
Након повлачења из хокеја, Филипс је водио сопствену дрвну компанију Timms, Phillips and Company, а касније се преселио у Торонто 1920. Филипс је умро од тровања крви у 40. години у својој резиденцији, пет дана након уклањања чира на зубу. Иза њега је остала удовица Ела и троје деце: Марџери, Мери и Џејмс. Сахрањен је на гробљу у Кенори, са Елом, која је умрла 1964.
Када је хокејашка Кућа славних основана 1945. године, Филипс је примљен као један од првих девет примљених. Такође је примљен у Кућу славних за северозападни Онтарио, 1987.